# Omphale uruapana
Omphale uruapana är en stekelart som beskrevs av Christer Hansson 1997. Omphale uruapana ingår i släktet Omphale och familjen finglanssteklar. Inga underarter finns listade i Catalogue of Life.